# مسیه ۹۵
مسیه ۹۵(به انگلیسی: Messier 95) (یا M95 و NGC 3351) یک کهکشان مارپیچی میله‌ای در فاصله ۳۳ میلیون سال نوری است که در صورت فلکی شیر قرار دارد.  و توسط پیر مجاین و در سال ۱۷۸۱ کشف شد، و چهار روز بعد توسط شارل مسیه به فهرست اجرام مسیه افزوده شد.

## نگارخانه

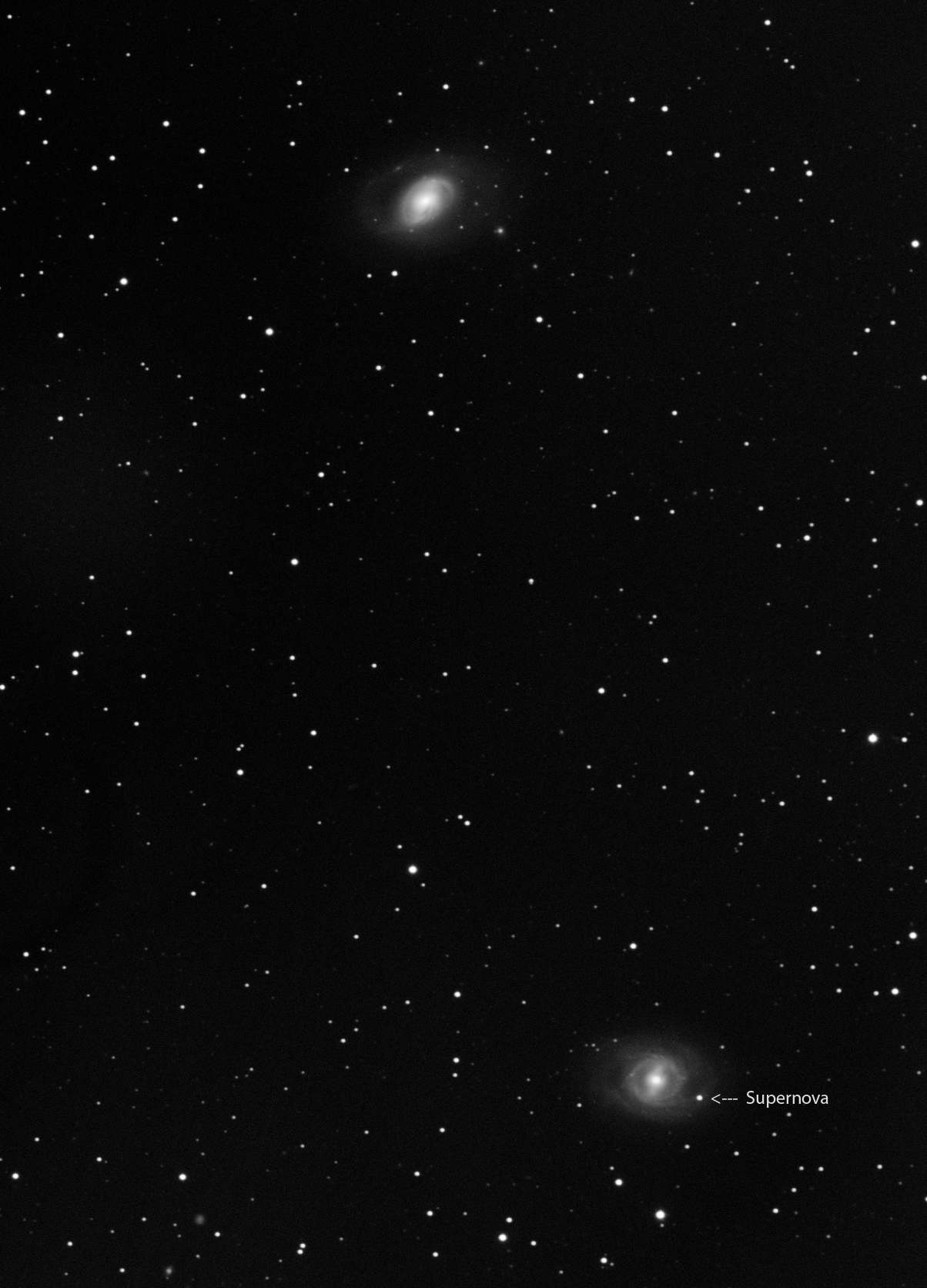
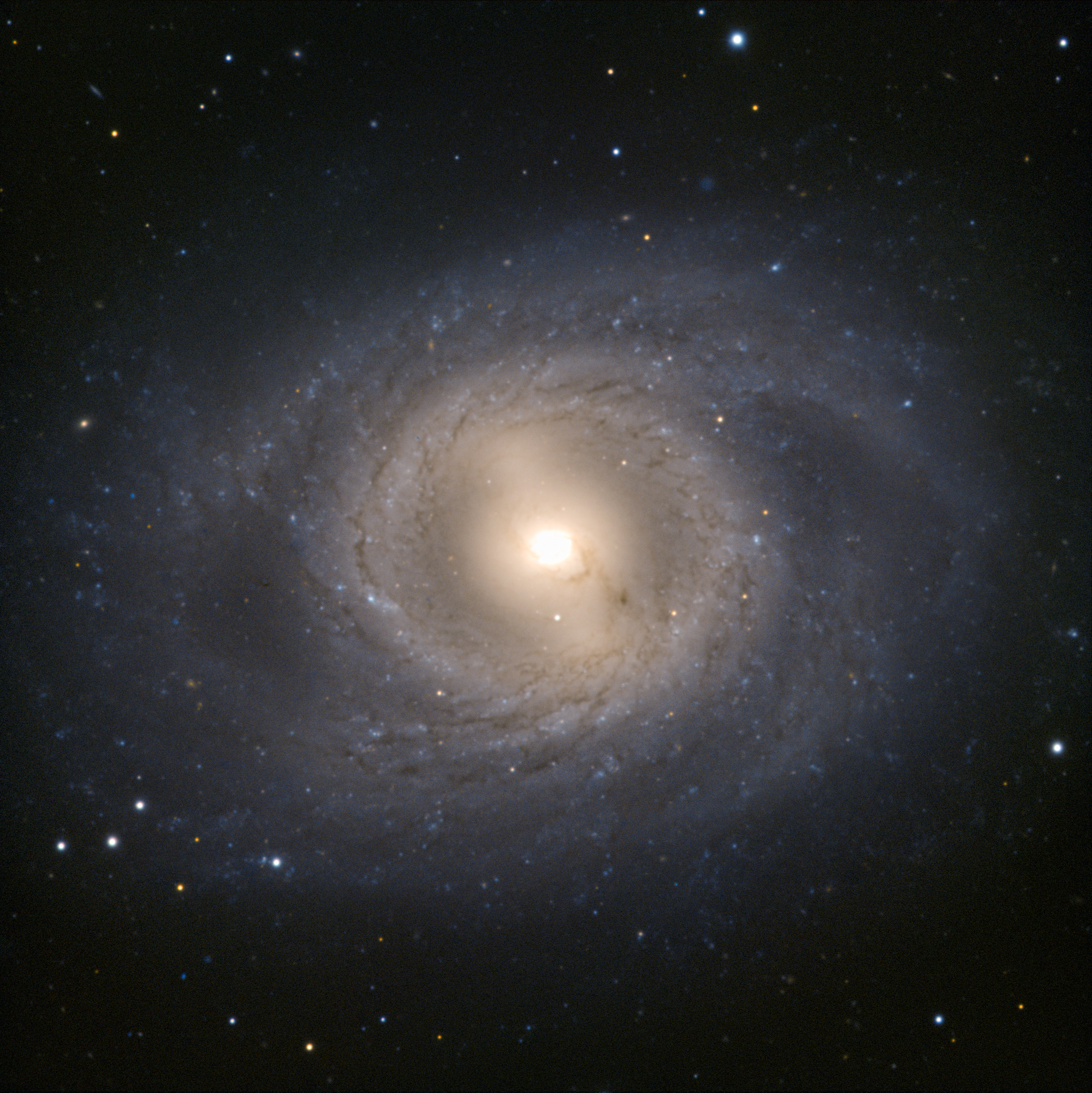
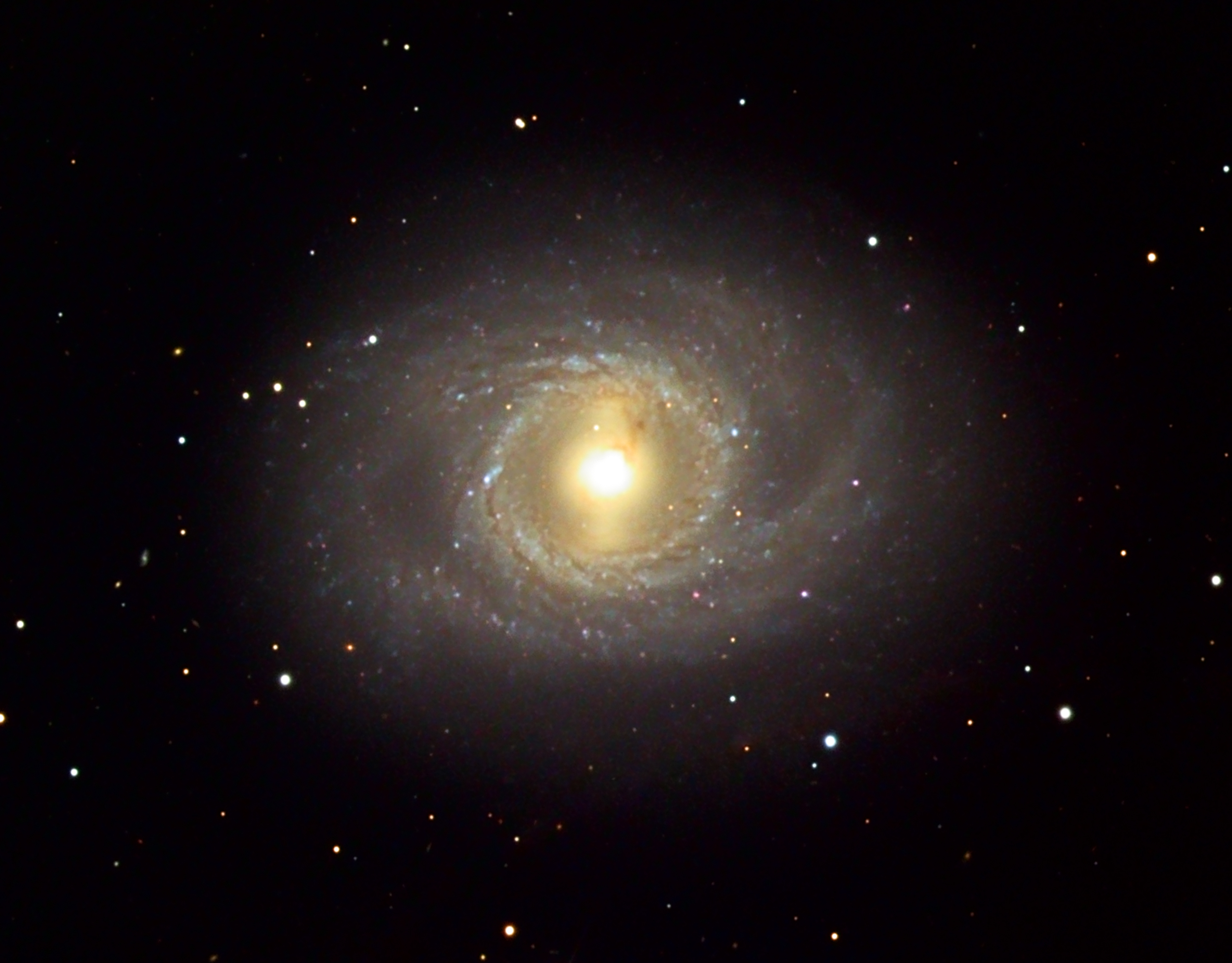